# Neues Schloss (Stedtfeld)

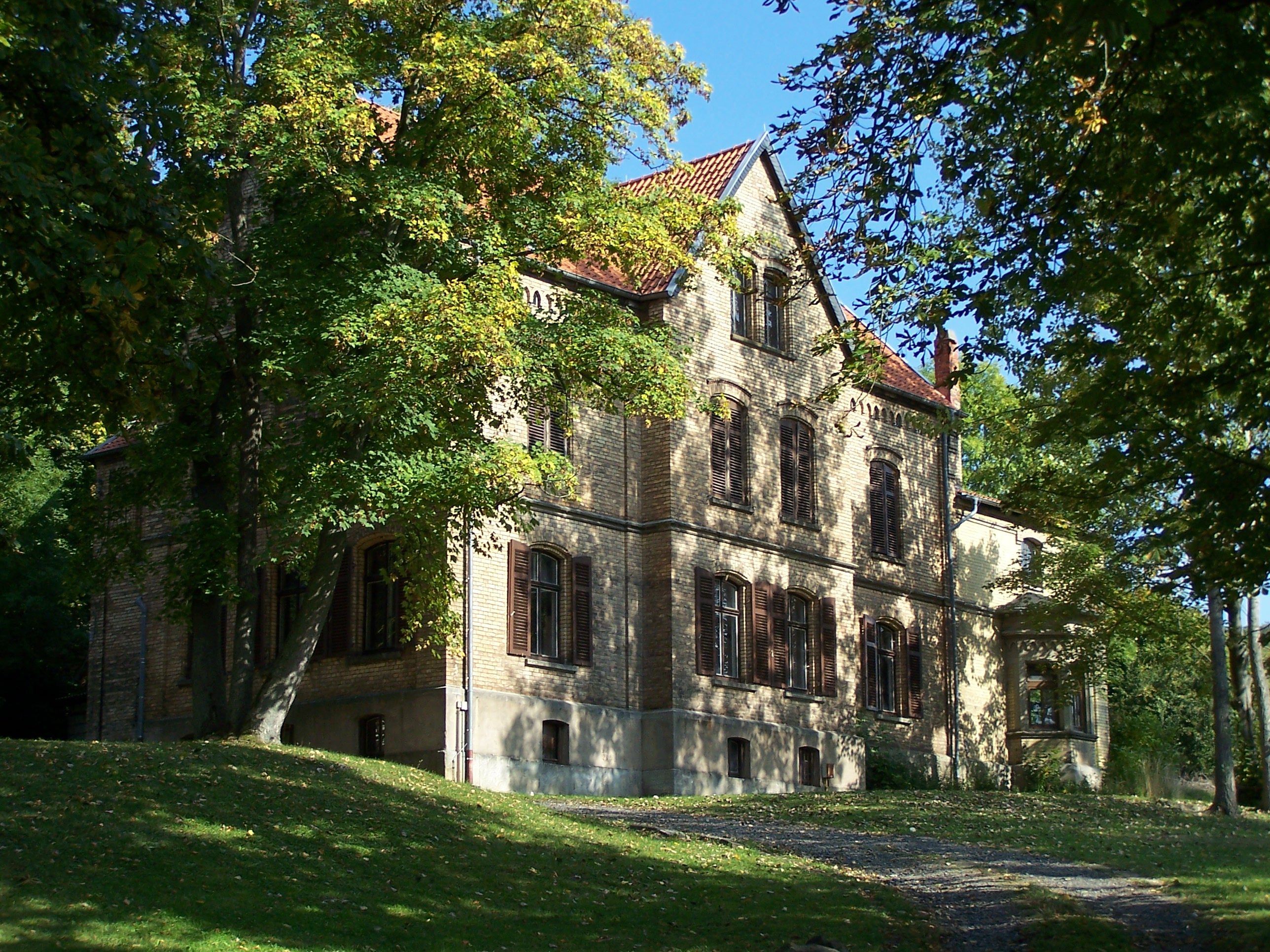
Das „Neue Schloss“ in Stedtfeld (2008)

Das Neue Schloss, heute vermarktet als Villa von Boyneburgk, ist eine  Villa in Stedtfeld, einem Stadtteil von Eisenach im Wartburgkreis in Thüringen.

## Geschichte

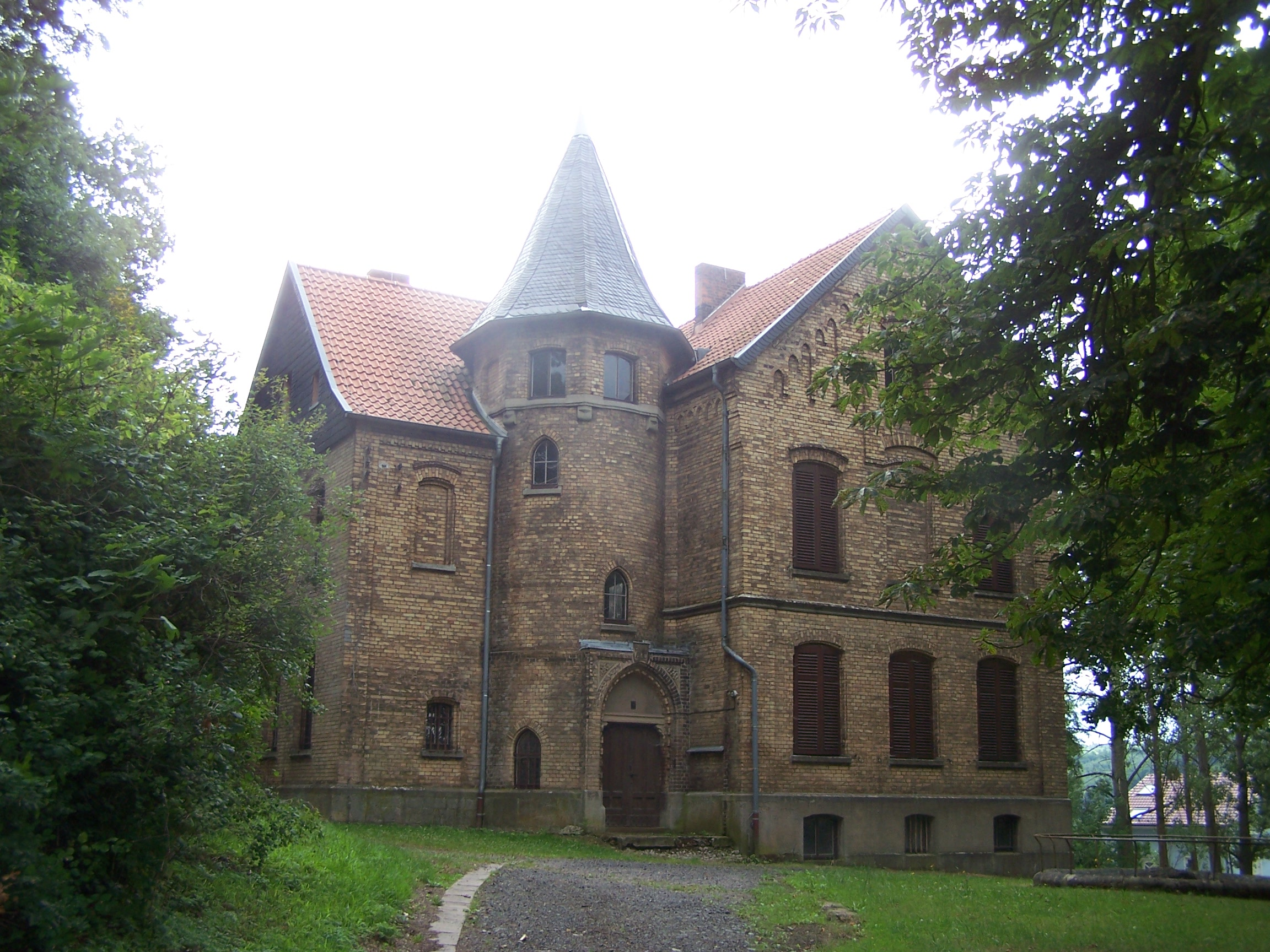
Das „Neue Schloss“, Seitenansicht mit Turm

Maximilian Freiherr von Boyneburgk ließ die Villa für Wohnzwecke der eigenen Familie im Jahr 1882 errichten. Die Herren von Boyneburgk waren seit dem 15. Jahrhundert in Stedtfeld ansässig; ihr Stammsitz war das Untere Schloss, welches in den 1880er Jahren von Alexander Freiherr von Boyneburgk, dem Bruder des Bauherren bewohnt wurde.
Um das Gebäude herum wurde ein 6.800 m² großer Landschaftspark mit einer Brunnenanlage errichtet. Während des Zweiten Weltkrieges und in der unmittelbaren Zeit danach diente das Gebäude zur Unterbringung ziviler Kriegsflüchtlinge, zunächst Bombenopfer aus dem Ruhrgebiet und später Vertriebene aus dem deutschen Ostgebieten. Die Herren von Boyneburgk mussten mit Errichtung der Sowjetischen Besatzungszone Stedtfeld verlassen; ihr Besitz wurde enteignet.
Zu Zeiten der DDR-Diktatur wurde das Gebäude als Gemeindezentrum, Kindergarten und Großküche zweckentfremdet, mehrere Wohnungen wurde geschaffen. Seit etwa dem Jahr 2000 stand das Haus leer. 2017 erwarb eine Investorin das Anwesen. Sie plante eine originalgetreue Sanierung, die Schaffung von Veranstaltungsräumen und Ferienwohnungen. Ein zweiter Turm sollte nach dem Vorbild des ersten angebaut werden, um das Gebäude barrierefrei zu erschließen. Nach abgeschlossener Sanierung wird das Haus als Apartmenthaus Villa von Boyneburgk vermarktet. Auch ein Trauzimmer wird in dem Objekt angeboten.